# Alfred Schnittke
Alfred Garrievich Schnittke (tiếng Nga: Альфре́д Га́рриевич Шни́тке, tiếng Việt: An-phrêt Ga-riê-vic Snit-kê) là nhà soạn nhạc người Nga - Đức, thuộc thời kỳ hiện đại, nổi tiếng vì đã phát triển một kỹ thuật đa âm sắc trong các tác phẩm như bản giao hưởng sử thi số 1 (1969-1972) và bản concerto đầu tiên của mình (1977), dù thời kỳ đầu chịu ảnh hưởng mạnh mẽ của Dmitri Shostakovich. Trong những năm 1980, các nhạc phẩm của ông bắt đầu được biết đến rộng rãi ở nước ngoài qua những xuất bản phẩm bộ tứ tấu đàn dây thứ hai (1980) và thứ ba (1983) và bộ tam tấu đàn dây (1985); vở ba lê Peer Gynt (1985–1987); bản giao hưởng n°3 (1981), n°4 (1984), và n°5 (1988), cũng như bản viola concerto (1985) và bản cello concerto đầu tiên (1985–1986).

## Cuộc đời và sự nghiệp
Cha của Schnittke là Harry Maximilian Schnittke (1914–1975), gốc Do Thái sinh ra ở Frankfurt (Đức), chuyển đến Liên Xô năm 1927 làm phóng viên kiêm phiên dịch viên tiếng Đức. Mẹ của ông là Maria Iosifovna Schnittke (1910–1972), là  người Đức vùng Volga sinh ở Nga. Bà nội của Schnittke là Tea Abramovna Katz (1889–1970), là một nhà ngữ văn, dịch giả và biên tập viên văn học tiếng Đức.
Alfred Schnittke sinh ra ở thành phố Ăng-ghen (Engels) hồi đó thuộc nước Cộng hòa Volga-Đức của Liên Xô.
Học tư về môn piano tại Viên vào các năm 1946-1948. Sau đó, Schnittke học nhạc tại Nhạc viện Moskva vào các năm 1953-1961, sau ở lại dạy các môn phức điệu và sáng tác đến năm 1972. Ngoài ra, nhà soạn nhạc sinh năm 1934 cũng công tác tại Studio thể nghiệm âm nhạc điện tử của thành phố Moskva.

## Phong cách sáng tác
Alfred Schnittke lúc đầu chịu ảnh hưởng của âm nhạc 12 cung. Ngoài ra, Schniittke còn chịu ảnh hưởng của Stockhausen, Cage và Ligeti. Nhưng sau đó, ông đã tăng độ kịch tính, tính tiêu đề cho các tác phẩm của mình bằng cách sử dụng những trích dẫn, những mô phỏng.

## Các tác phẩm
Alfred Schnittke đã viết 4 vở opera; tám bản giao hưởng; các bản concerto cho piano, cho violin; bản oratorio Nagasaki cho giọng mez, hơpcj xướng cùng dàn nhạc; bản cantata Những khúc ca về chiến tranh và hòa bình (1959) và nhiều tác phẩm thanh-khí nhạc khác; những tác phẩm cho dàn nhạc thính phòng như bản Prelude tưởng niệm Shostakovich cho 2 violin (1975); những bản sonata cho piano; các tiểu phẩm âm nhạc dành cho đàn organ. Ngoài ra ông còn viết các bài báo phê bình về các tác phẩm của Shostakovich.

## Đọc đủ hơn
- Ivashkin, Alexander (1996). Alfred Schnittke. Phaidon Press. ISBN 0-7148-3169-7.
- Davis, Peter G. (ngày 28 tháng 2 năm 1994). "Uneasy-listening Music". New York. Quyển 27 số 9. tr. 125. Truy cập ngày 25 tháng 12 năm 2012.
- Amrei Flechsig; Christian Storch, biên tập (2010). Alfred Schnittke. Analyse, Interpretation, Rezeption. Olms. ISBN 978-3-487-14464-1.
- Enzo Restagno (ed.) (1993). Schnittke, EDT, ISBN 978-88-7063-177-7
- Peter J. Schmelz (2009). Such freedom, if only musical: The beginning of unofficial Soviet music during the Thaw. Oxford University Press. ISBN 978-0-19-534193-5.
- Alfred Schnittke (2002). Alexander Ivashkin (biên tập). A Schnittke Reader. Indiana University Press. ISBN 0-253-33818-2. Truy cập ngày 25 tháng 12 năm 2012.
- Альфред Шнитке [Alfred Schnittke] (2003). Александр Ивашкин [Alexander Ivashkin] (biên tập). Беседы с Альфредом Шнитке [Conversations with Alfred Schnittke]. Классика XXI. ISBN 5-89817-051-0.
- Christian Storch (2011). Der Komponist als Autor. Alfred Schnittkes Klavierkonzert. Böhlau. ISBN 978-3-412-20762-5.